# Concrete5
concrete5 je open source redakční a publikační systém pro správu obsahu (CMS) distribuovaný pod licencí MIT. Concrete5 umožňuje vytvořit blog nebo rovnou komplexní redakční systém pro rozsáhlý web zdarma. Jediné požadavky systému jsou skriptovací jazyk PHP a databáze MySQL, které systém využívá. Předností systému je in-kontextový editor, který umožňuje provádět změny přímo na stránce.